# Kavkaški ujetnik (film)
Kavkaški ujetnik (rusko Кавказский пленник/Kavkazskij plennik) je rusko-kazahstanski vojni dramski film iz leta 1996, ki ga je režiral Sergej Bodrov in zanj napisal tudi scenarij skupaj z Arifom Alijevim in Borisom Gillerjem. Temelji na istoimenski kratki zgodbi Leva Tolstoja iz leta 1872. V glavnih vlogah nastopajo Oleg Menšikov, Sergej Bodrov ml., Džemal Siharulidze in Susana Mehralieva. Zgodba prikazuje spor med zajetima ruskima vojakoma in čečenskimi borci v gorah Dagestana.
Film je bil premierno prikazan 15. marca 1996 v ruskih kinematografih. Kot ruski kandidat je bil nominiran za oskarja za najboljši mednarodni celovečerni film na 69. podelitvi. Osvojil je kristalni globus in nagrado ekumenske žirije na Mednarodnem filmskem festivalu v Karlovih Varih in šest nagrad Nika, tudi za najboljši ruski film. Skupno je prejel štirinajst nagrad in pet nominacij na svetovnih filmskih festivalih.

## Vloge
- Oleg Menšikov kot Saša
- Sergei Bodrov ml. kot Ivan »Vanja« Žilin
- Džemal Siharulidze kot Abdul-Murat
- Susana Mehralieva kot Dina
- Aleksander Burejev kot Hasan
- Valentina Fedotova kot Ivanova mati
- Aleksej Žarkov kot Maslov